# Staßfurt-Mitte
Der Stadtteil Staßfurt-Mitte liegt südlich von Staßfurt-Nord und nördlich von Leopoldshall in Staßfurt im Salzlandkreis in Sachsen-Anhalt.

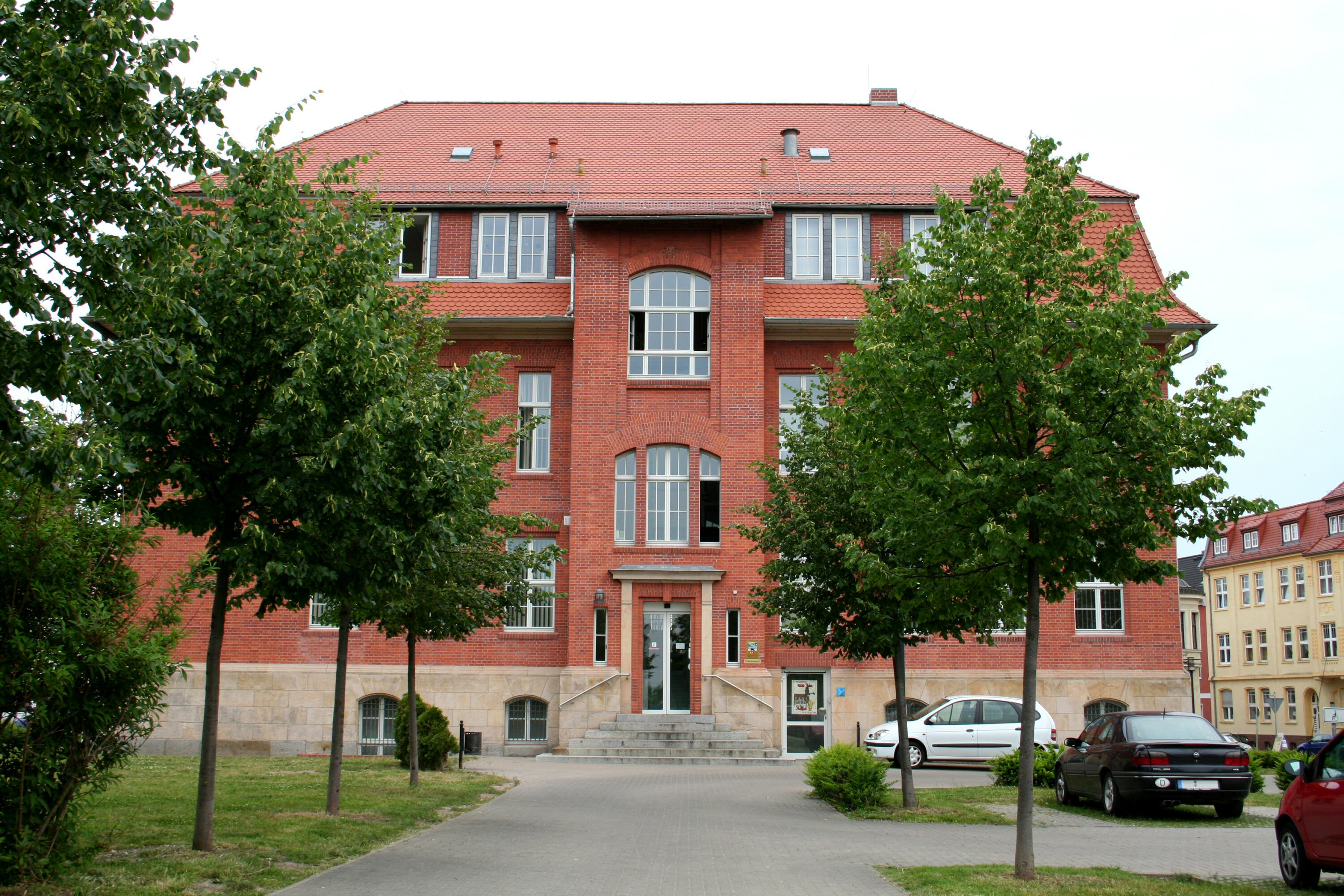
Rathaus der Stadt Staßfurt

## Geschichte
Staßfurt-Mitte entstand mit der Altstadt. Hier befinden sich neben dem Rathaus der Stadt, in dem der Bürgermeister (derzeit René Zok) residiert und der Staßfurter Stadtrat seinen Sitz hat, auch das Finanzamt sowie das Ameos-Klinikum, das als Hauptkrankenhaus der Stadt fungiert. Weiterhin haben hier die Sparkasse für den Salzlandkreis („Salzlandsparkasse“) und die Stadtwerke Staßfurt ihren Sitz. Außerdem ist hier das neue Einkaufsviertel der Stadt mit den Veranstaltungs- und Feststraßen „Steinstraße“ und „Prinzenberg“ sowie dem Bodepark-Center und der Neumarkt.

## Geografie
Der Stadtteil Staßfurt-Mitte liegt nördlich in Leopoldshall am südlichen Ufer der Bode und erstreckt sich auf etwa einem Fünftel der Fläche von Staßfurt.

## Wohnlage
In Staßfurt-Mitte befinden sich neben einigen wenigen historischen Gebäuden auch Mehrfamilienhäuser, welche aber im Gegensatz zur restlichen Stadt keine typischen Plattenbauten sind, sondern aus Back- und Ziegelsteinen gefertigt wurden.